# Corbet Milltown
Corbet Milltown är en ort i Storbritannien.   Den ligger i riksdelen Nordirland, i den västra delen av landet, 500 km nordväst om huvudstaden London. Corbet Milltown ligger 65 meter över havet och antalet invånare är 107.
Terrängen runt Corbet Milltown är huvudsakligen platt. Corbet Milltown ligger nere i en dal. Runt Corbet Milltown är det ganska tätbefolkat, med 139 invånare per kvadratkilometer. Närmaste större samhälle är Craigavon, 17,5 km nordväst om Corbet Milltown. Trakten runt Corbet Milltown består i huvudsak av gräsmarker.